# Lillsjön (Hällestads socken, Östergötland, 651967-148054)
Lillsjön är en sjö i Finspångs kommun i Östergötland och ingår i Motala ströms huvudavrinningsområde.